# Rosa Soares
Rosa Maria Andrade Soares (Bié, 1 de setembro de 1996) é uma escritora angolana.
Nascida na província do Bié, cresceu em Luanda. Em 2011, decidiu criar o blog Só Entre Nós Mulheres para publicar os seus textos, voltados ao público feminino. Rosa escrevia sobre a vida académica, comportamento, relacionamentos e moda. Aos 17 anos, publicou o seu primeiro livro, a novela Uma Versão Diferente da Vida, que esgotou a primeira edição em menos de três meses. Em 2015 um dos seus poemas foi publicado no livro Entre o Sono e o Sonho (Chiado Editora), antologia de poesia contemporânea portuguesa. 
Fundou em 2015 o projecto "PAPU- A literatura kuya", para promover a consciência dos jovens angolanos sobre a importância da literatura. Em 2016, em parceria com a designer Inês Melina, publicou um livro de colorir para crianças. Em 2021, passou a integrar o júri internacional do Prémio Internacional Pena de Ouro.
Rosa Soares estuda Produção de Cinema e Televisão na Cidade do Cabo.

## Distinções
Em 2011, Rosa conquistou os prémios Óscar Blog, Inspirando Ideias  e “Crazy in HTML”, além de chegar à etapa final do concurso "O Primeiro Passo para a Realização de um Sonho".
Três anos depois, Rosa foi agraciada em Angola, categoria "Criança Visionária", na primeira gala de “Valorização de Capital Humano Africano” .
No ano seguinte, um dos seus poemas foi publicado no livro Entre o Sono e o Sonho, a maior antologia de poesia contemporânea portuguesa, pela Chiado Editora, de Portugal.

## Obras
- 2013 - Uma Versão Diferente da Vida
- 2015 - Metamorfose
- 2016 - O Nosso Natal - com Inês Melina
- 2017 - Flores Não São para os Mortos